# Parfait Amour !
Pour plus de détails, voir Fiche technique et Distribution.
Parfait Amour ! est un film français, réalisé par Catherine Breillat sorti sur les écrans en 1996.

## Synopsis
À Dunkerque, Frédérique, divorcée et mère de deux enfants, rencontre Christophe, électron libre. Ils s'aiment d'une passion tourmentée. 
L'emprise qu'exerce Christophe sur elle se resserre et peu à peu dessine un schéma insidieux de violence conjugale, fait d'agressions psychologiques de plus en plus intenses qui s'achève par le meurtre violent de Frédérique.

## Fiche technique
- Réalisation : Catherine Breillat
- Scénario : Catherine Breillat
- Production : Georges Benayoun
- Photographie : Laurent Dailland
- Costumes : Cécile Cotten
- Montage : Agnès Guillemot
- Société de production : Dacia films
- Genre : drame
- Durée : 110 minutes
- Date de sortie : 23 octobre 1996

## Distribution
- Isabelle Renauld : Frédérique
- Francis Renaud : Christophe
- Laura Saglio : Emmanuelle
- Alain Soral : Philippe
- Michèle Rème : la mère de Christophe
- Alice Mitterrand : Wanda
- Tom Rocheteau : Vincent
- Delphine de Malherbe : Valérie De La Tournelle
- Marie Lebée : magistrate
- Serge Toubiana : Louis

## Distinctions

### Récompense
En 1997, Isabelle Renauld recevra le prix Michel Simon pour son rôle d'amoureuse éperdue.